# Georges Turlier
Pour les articles homonymes, voir Turlier.
Georges Turlier, né le 16 juillet 1931 à Saint-Hilaire-Fontaine (Nièvre), est un ancien sportif français champion olympique de canoë biplace en course en ligne sur 10 000 mètres en 1952 à Helsinki et champion du monde de descente de rivière en 1959 à Treignac (Corrèze) sur la Vézère.

## Biographie
Né le 16 juillet 1931 à Saint-Hilaire-Fontaine dans la Nièvre, il a toujours vécu "les pieds dans l'eau", son grand-père étant marinier et son père dragueur de Loire. Il apprend le métier de menuisier tout en pratiquant le canoë et le rugby à l'Union sportive nivernaise. En 1949, avec Jean Laudet et une partie de son équipe de rugby, il est champion de France de C10. Il devance alors l'appel pour retrouver Jean au bataillon de Joinville sous la férule de Georges Dransart.
Ils sont tous les deux champions olympiques à Helsinki le 27 juillet 1952. Après les Jeux Georges enseigne l'éducation physique au lycée Lavoisier puis les activités nautiques à l'Union nautique de France avant de le faire à l'UCPA où il assume divers postes et missions sous l'autorité de Guido Magnone. 
En 1959 il gagne les premiers championnats du monde de descente sur la Vézère en équipage avec Georges Dransart et est encore présent avec un autre Nivernais, Michel Picard, à Rome en 1960 où ils ne récupèrent leur embarcation que la veille de leur série qu'ils remportent néanmoins. Mais en finale les cale-pieds de leur bateau cèdent lors de l'emballement alors qu'ils disputent la première place. Georges conclut : "Mais c'est ça aussi le sport".

## Palmarès

### Jeux olympiques
Aux Jeux olympiques de 1952 à Helsinki (Finlande) :
- Médaille d'or en équipage avec Jean Laudet en course en ligne C2 10 000 mètres[3].

### Championnats du monde
Aux premiers Championnats du monde de descente organisés en 1959  sur la Vézère à Treignac :  
- Médaille d'or C2 en équipage avec Georges Dransart[4].

Il participe encore l'année suivante aux Jeux de Rome en C2 1 000 mètres avec Michel Picard, terminant à la huitième place à la suite d'un incident technique.

### Championnats de France
- Champion de France C10 (1947)
- Champion de France junior C1 800 mètres (1949)
- Champion de France C1 1.000 mètres (1955, 1956,1958,1960)
- Champion de France C2 (1955 en équipage avec François Leclerc , 1961 en équipage avec Michel Piaard)

## Reconversion
Après sa carrière sportive Georges Turlier intègre l'Union nautique France (UNF) puis l'Union des centres de plein air (UCPA) avant d'assurer la direction de la base de loisir des Dranses à Thonon-les-Bains puis celle du foyer de ski de fond du col des Moises à Habère-Poche où il réside depuis son départ à la retraite, pratiquant le VTT, le ski de fond ... et la "chasse aux champignons".

## Notoriété
La performance d'Helsinki est saluée par le tirage d'un timbre (valeur faciale 40 francs).

## Décorations
Longtemps oublié Georges Turlier est :
- Chevalier de la Légion d'honneur (2022)[5] , [6]
- Médaille de la jeunesse, des sports et de l'engagement associatif, or depuis le 17 juillet 2021 en lieu de la Médaille de l'éducation physique et des sports décernée lors de la promotion de janvier 1953 et jamais remise[7].
- Avec Jean Laudet, il est promu Gloire du sport en 2020.
- La médaille d'honneur de la ville de Thonon-les-Bains lui est remise le 7 janvier 2022 en reconnaissance de son engagement auprès de la jeunesse et des sports, de la création du club de canoë-kayak  et du foyer de ski de fond des Moises[8].